# 은주희
은주희(본명: 김주희, 1976년 11월 28일 ~ )는 대한민국의 배우이다.

## 출연 작품
- 나는 행복합니다 - 상미 역
- 나의 친구, 그의 아내 - 엄마 역
- 첫사랑
- 잘 알지도 못하면서 - 오정희 역
- 물병자리 - 임수아 역
- 완벽한 이웃을 만나는 법
- 푸른 물고기 - 김주희 역
- 인어 이야기
- 외과의사 봉달희
- 검은 집 - 김태현 역
- 싸이보그지만 괜찮아 - 손은영 역
- 연애시대

## 홍보대사
- 2007년 전주시 홍보대사